# Konstanty Ildefons Gałczyński
Konstanty Ildefons Gałczyński (alias Karakuliambro) (n. 23 ianuarie 1905 - d. 6 decembrie 1953) a fost un poet polonez, cunoscut mai ales pentru stilul său de un umor absurd, apropiat de suprarealism, dar cu valențe muzicale.

## Opera
- 1930: Servus, Madonna
- 1930: Sfârșitul lumii ("Koniec świata")
- 1946 - 1948: Gâsca verde ("Zielona Geś")
- 1950: Esop proaspăt pictat ("Ezop świeżo malowany")
- 1951: Niobé
- 1952: Wit Stwosz
- 1952: Poezii lirice ("Wiersze liryczne")
- 1954: Călătoria lui Chrysostom Bulwieć la Ciemnogrod ("Chrysostoma Bulwiecia podróž do Ciemnogrodu").